# Influencer (singel Nogizaka46)
„Influencer” (jap. インフルエンサー) – siedemnasty singel japońskiego zespołu Nogizaka46, wydany w Japonii 22 marca 2017 roku przez N46Div..
Singel został wydany w pięciu edycjach: regularnej (CD) i czterech limitowanych CD+DVD (Type-A, Type-B, Type-C, Type-D). Osiągnął 1 pozycję w rankingu Oricon i pozostał na liście przez 106 tygodni. Zdobył status płyty Milion oraz złoty za sprzedaż cyfrową tytułowej piosenki.

## Lista utworów
Wszystkie utwory zostały napisane przez Yasushiego Akimoto.

### Type-A
| CD | CD                                                                    | CD               | CD               | CD      |
| Nr | Tytuł utworu                                                          | Kompozycja       | Aranżacja        | Długość |
| -- | --------------------------------------------------------------------- | ---------------- | ---------------- | ------- |
| 1. | „Influencer” (jap. インフルエンサー)                                  | Shin’ya Sumida   | APAZZI           | 4:30    |
| 2. | „Jinsei o kangaetaku naru” (jap. 人生を考えたくなる)                  | Shūtarō Katagiri | Shūtarō Katagiri | 4:29    |
| 3. | „Igai BREAK” (jap. 意外BREAK)                                         | Shin’ya Sumida   | Daisuke Kahara   | 4:15    |
| 4. | „Influencer” (jap. インフルエンサー) (off vocal ver.)                 | Shin’ya Sumida   | APAZZI           | 4:30    |
| 5. | „Jinsei o kangaetaku naru” (jap. 人生を考えたくなる) (off vocal ver.) | Shūtarō Katagiri | Shūtarō Katagiri | 4:29    |
| 6. | „Igai BREAK” (jap. 意外BREAK) (off vocal ver.)                        | Shin’ya Sumida   | Daisuke Kahara   | 4:15    |

| DVD | DVD                                                | DVD     |
| Nr  | Tytuł utworu                                       | Długość |
| --- | -------------------------------------------------- | ------- |
| 1.  | „Influencer” (jap. インフルエンサー) (Music Video) | 4:44    |
| 2.  | „Igai BREAK” (jap. 意外BREAK) (Music Video)        | 4:37    |
| 3.  | „Kitano Hinako” (jap. 北野日奈子)                  | 5:31    |
| 4.  | „Saitō Chiharu” (jap. 斎藤ちはる)                  | 2:38    |
| 5.  | „Sasaki Kotoko” (jap. 佐々木琴子)                  | 4:05    |
| 6.  | „Takayama Kazumi” (jap. 高山一実)                  | 5:05    |
| 7.  | „Terada Ranze” (jap. 寺田蘭世)                     | 5:19    |
| 8.  | „Nishino Nanase” (jap. 西野七瀬)                   | 5:13    |
| 9.  | „Matsumura Sayuri” (jap. 松村沙友理)               | 5:00    |
| 10. | „Wada Maaya” (jap. 和田まあや)                     | 4:20    |
| 11. | „Iwamoto Renka” (jap. 岩本蓮加)                    | 5:05    |
| 12. | „Umezawa Minami” (jap. 梅澤美波)                   | 5:04    |
| 13. | „Kubo Shiori” (jap. 久保史緒里)                    | 5:09    |

### Type-B
| CD | CD                                                                    | CD                             | CD               | CD      |
| Nr | Tytuł utworu                                                          | Kompozycja                     | Aranżacja        | Długość |
| -- | --------------------------------------------------------------------- | ------------------------------ | ---------------- | ------- |
| 1. | „Influencer” (jap. インフルエンサー)                                  | Shin’ya Sumida                 | APAZZI           | 4:30    |
| 2. | „Jinsei o kangaetaku naru” (jap. 人生を考えたくなる)                  | Shūtarō Katagiri               | Shūtarō Katagiri | 4:29    |
| 3. | „Another Ghost”                                                       | Jun’ya Maesako, Yasutaka.Ishio | Yasutaka.Ishio   | 3:53    |
| 4. | „Influencer” (jap. インフルエンサー) (off vocal ver.)                 | Shin’ya Sumida                 | APAZZI           | 4:30    |
| 5. | „Jinsei o kangaetaku naru” (jap. 人生を考えたくなる) (off vocal ver.) | Shūtarō Katagiri               | Shūtarō Katagiri | 4:29    |
| 6. | „Another Ghost” (off vocal ver.)                                      | Jun’ya Maesako, Yasutaka.Ishio | Yasutaka.Ishio   | 3:53    |

| DVD | DVD                                                | DVD     |
| Nr  | Tytuł utworu                                       | Długość |
| --- | -------------------------------------------------- | ------- |
| 1.  | „Influencer” (jap. インフルエンサー) (Music Video) | 4:44    |
| 2.  | „Another Ghost” (Music Video)                      | 4:10    |
| 3.  | „Ikoma Rina” (jap. 生駒里奈)                       | 2:01    |
| 4.  | „Kawago Hina” (jap. 川後陽菜)                      | 3:33    |
| 5.  | „Sagara Iori” (jap. 相楽伊織)                      | 4:41    |
| 6.  | „Sakurai Reika” (jap. 桜井玲香)                    | 5:05    |
| 7.  | „Shiraishi Mai” (jap. 白石麻衣)                    | 4:20    |
| 8.  | „Shinuchi Mai” (jap. 新内眞衣)                     | 5:37    |
| 9.  | „Nōjo Ami” (jap. 能條愛未)                         | 6:36    |
| 10. | „Hoshino Minami” (jap. 星野みなみ)                 | 5:05    |
| 11. | „Sakaguchi Tamami” (jap. 阪口珠美)                 | 5:13    |
| 12. | „Satō Kaede” (jap. 佐藤楓)                         | 2:18    |
| 13. | „Yamashita Mizuki” (jap. 山下美月)                 | 5:07    |

### Type-C
| CD | CD                                                                    | CD                             | CD                               | CD      |
| Nr | Tytuł utworu                                                          | Kompozycja                     | Aranżacja                        | Długość |
| -- | --------------------------------------------------------------------- | ------------------------------ | -------------------------------- | ------- |
| 1. | „Influencer” (jap. インフルエンサー)                                  | Shin’ya Sumida                 | APAZZI                           | 4:30    |
| 2. | „Jinsei o kangaetaku naru” (jap. 人生を考えたくなる)                  | Shūtarō Katagiri               | Shūtarō Katagiri                 | 4:29    |
| 3. | „Fūsen wa ikiteiru” (jap. 風船は生きている)                           | Yoshinobu Izumi, Shōta Miyoshi | Hirotaka Hayakawa, Shōta Miyoshi | 4:33    |
| 4. | „Influencer” (jap. インフルエンサー) (off vocal ver.)                 | Shin’ya Sumida                 | APAZZI                           | 4:30    |
| 5. | „Jinsei o kangaetaku naru” (jap. 人生を考えたくなる) (off vocal ver.) | Shūtarō Katagiri               | Shūtarō Katagiri                 | 4:29    |
| 6. | „Fūsen wa ikiteiru” (jap. 風船は生きている) (off vocal ver.)          | Yoshinobu Izumi, Shōta Miyoshi | Hirotaka Hayakawa, Shōta Miyoshi | 4:33    |

| DVD | DVD                                                       | DVD     |
| Nr  | Tytuł utworu                                              | Długość |
| --- | --------------------------------------------------------- | ------- |
| 1.  | „Influencer” (jap. インフルエンサー) (Music Video)        | 4:44    |
| 2.  | „Fūsen wa ikiteiru” (jap. 風船は生きている) (Music Video) | 4:44    |
| 3.  | „Itō Karin” (jap. 伊藤かりん)                             | 5:05    |
| 4.  | „Itō Marika” (jap. 伊藤万理華)                            | 4:26    |
| 5.  | „Inoue Sayuri” (jap. 井上小百合)                          | 5:25    |
| 6.  | „Etō Misa” (jap. 衛藤美彩)                                | 4:05    |
| 7.  | „Saitō Asuka” (jap. 齋藤飛鳥)                             | 4:40    |
| 8.  | „Higuchi Hina” (jap. 樋口日奈)                            | 5:12    |
| 9.  | „Wakatsuki Yumi” (jap. 若月佑美)                          | 4:17    |
| 10. | „Watanabe Miria” (jap. 渡辺みり愛)                        | 5:05    |
| 11. | „Itō Riria” (jap. 伊藤理々杏)                             | 5:16    |
| 12. | „Ōzono Momoko” (jap. 大園桃子)                            | 4:59    |
| 13. | „Nakamura Reno” (jap. 中村麗乃)                           | 4:40    |

### Type-D
| CD | CD                                                                    | CD               | CD               | CD      |
| Nr | Tytuł utworu                                                          | Kompozycja       | Aranżacja        | Długość |
| -- | --------------------------------------------------------------------- | ---------------- | ---------------- | ------- |
| 1. | „Influencer” (jap. インフルエンサー)                                  | Shin’ya Sumida   | APAZZI           | 4:30    |
| 2. | „Jinsei o kangaetaku naru” (jap. 人生を考えたくなる)                  | Shūtarō Katagiri | Shūtarō Katagiri | 4:29    |
| 3. | „Sanbanme no kaze” (jap. 三番目の風)                                  | Manabu Marutani  | Manabu Marutani  | 5:07    |
| 4. | „Influencer” (jap. インフルエンサー) (off vocal ver.)                 | Shin’ya Sumida   | APAZZI           | 4:30    |
| 5. | „Jinsei o kangaetaku naru” (jap. 人生を考えたくなる) (off vocal ver.) | Shūtarō Katagiri | Shūtarō Katagiri | 4:29    |
| 6. | „Sanbanme no kaze” (jap. 三番目の風) (off vocal ver.)                 | Manabu Marutani  | Manabu Marutani  | 5:07    |

| DVD | DVD                                                  | DVD     |
| Nr  | Tytuł utworu                                         | Długość |
| --- | ---------------------------------------------------- | ------- |
| 1.  | „Influencer” (jap. インフルエンサー) (Music Video)   | 4:44    |
| 2.  | „Sanbanme no kaze” (jap. 三番目の風) (Music Video)   | 5:19    |
| 3.  | „Akimoto Manatsu” (jap. 秋元真夏)                    | 4:59    |
| 4.  | „Ikuta Erika” (jap. 生田絵梨花)                      | 5:47    |
| 5.  | „Itō Junna” (jap. 伊藤純奈)                          | 5:05    |
| 6.  | „Kawamura Mahiro” (jap. 川村真洋)                    | 4:50    |
| 7.  | „Saitō Yūri” (jap. 斉藤優里)                         | 5:06    |
| 8.  | „Suzuki Ayane” (jap. 鈴木絢音)                       | 3:01    |
| 9.  | „Nakada Kana” (jap. 中田花奈)                        | 4:25    |
| 10. | „Hori Miona” (jap. 堀未央奈)                         | 5:05    |
| 11. | „Yamazaki Rena” (jap. 山崎怜奈)                      | 3:38    |
| 12. | „Mukai Hazuki” (jap. 向井葉月)                       | 2:23    |
| 13. | „Yoshida Ayano Christie” (jap. 吉田綾乃クリスティー) | 4:32    |
| 14. | „Yoda Yūki” (jap. 与田祐希)                          | 5:12    |

### Edycja regularna
| CD | CD                                                                      | CD               | CD                   | CD      |
| Nr | Tytuł utworu                                                            | Kompozycja       | Aranżacja            | Długość |
| -- | ----------------------------------------------------------------------- | ---------------- | -------------------- | ------- |
| 1. | „Influencer” (jap. インフルエンサー)                                    | Shin’ya Sumida   | APAZZI               | 4:30    |
| 2. | „Jinsei o kangaetaku naru” (jap. 人生を考えたくなる)                    | Shūtarō Katagiri | Shūtarō Katagiri     | 4:29    |
| 3. | „Atarisawari no nai hanashi” (jap. 当たり障りのない話)                  | Jun Koami        | Yūichi "Masa" Nonaka | 4:30    |
| 4. | „Influencer” (jap. インフルエンサー) (off vocal ver.)                   | Shin’ya Sumida   | APAZZI               | 4:30    |
| 5. | „Jinsei o kangaetaku naru” (jap. 人生を考えたくなる) (off vocal ver.)   | Shūtarō Katagiri | Shūtarō Katagiri     | 4:29    |
| 6. | „Atarisawari no nai hanashi” (jap. 当たり障りのない話) (off vocal ver.) | Jun Koami        | Yūichi "Masa" Nonaka | 4:30    |

## Skład zespołu
| „Influencer” |
| --- |
| - 1. gen.: Manatsu Akimoto, Erika Ikuta, Rina Ikoma, Marika Itō, Sayuri Inoue, Misa Etō, Asuka Saitō, Yūri Saitō, Reika Sakurai, Mai Shiraishi (środek), Kazumi Takayama, Kana Nakada, Nanase Nishino (środek), Hina Higuchi, Minami Hoshino, Sayuri Matsumura, Yumi Wakatsuki - 2. gen.: Hinako Kitano, Mai Shinuchi, Ranze Terada, Miona Hori |

| „Jinsei o kangaetaku naru”                                             |
| ---------------------------------------------------------------------- |
| - 1. gen.: Manatsu Akimoto, Reika Sakurai, Kana Nakada, Yumi Wakatsuki |

| „Igai BREAK”                                                                   |
| ------------------------------------------------------------------------------ |
| - 1. gen.: Misa Etō, Mai Shiraishi (środek), Kazumi Takayama, Sayuri Matsumura |

| „Another Ghost”                                             |
| ----------------------------------------------------------- |
| - 1. gen.: Marika Itō, Asuka Saitō, Nanase Nishino (środek) |

| „Fūsen wa ikiteiru” |
| --- |
| - 1. gen.: Hina Kawago, Mahiro Kawamura, Chiharu Saitō, Ami Nōjo, Maaya Wada - 2. gen.: Karin Itō, Junna Itō, Iori Sagara, Kotoko Sasaki, Ayane Suzuki, Rena Yamazaki, Miria Watanabe (środek) |

| „Sanbanme no kaze” |
| --- |
| Piosenka została wykonywana przez wszystkie członkinie trzeciej generacji w momencie wydania. - 3. gen.: Riria Itō, Renka Iwamoto, Minami Umezawa, Momoko Ōzono (środek), Shiori Kubo, Tamami Sakaguchi, Kaede Satō, Reno Nakamura, Hazuki Mukai, Mizuki Yamashita, Ayano Christie Yoshida, Yūki Yoda |

| „Atarisawari no nai hanashi”                                              |
| ------------------------------------------------------------------------- |
| - 1. gen.: Rina Ikoma, Sayuri Inoue, Minami Hoshino - 2. gen.: Miona Hori |

## Notowania
| Lista                             | Pozycja |
| --------------------------------- | ------- |
| Oricon Weekly Singles Chart       | 1       |
| Oricon Yearly Singles Chart       | 6       |
| Billboard Japan Hot 100           | 1       |
| Billboard Japan Hot Singles Sales | 1       |

## Sprzedaż
| Dane wg         | Sprzedaż   |
| --------------- | ---------- |
| Oricon          | 1 049 498  |
| Billboard Japan | 1 021 376+ |